# Airbus CityAirbus
L'Airbus CityAirbus és un projecte multinacional d'Airbus Helicopters per produir un demostrador d'aeronau elèctrica VTOL.- Està dissenyat per servir de taxi aeri i evitar així els embotellaments a terra.
El CityAirbus segueix altres iniciatives de mobilitat urbana per aire d'Airbus: l'Skyways, per lliurar paquets amb vehicles aeris no tripulats al campus de la Universitat de Singapur, l'avió autònom VTOL d'un sol passatger A³ Vahana i l'aplicació de reserva de servei d'helicòpter A³ Voom.
Un estudi de viabilitat del 2015 confirmà les despeses d'explotació del disseny i que compliria els requisits de seguretat.